# Ancónfördraget
Anconfördraget, officiellt freds- och vänskapsfördraget mellan republikerna Chile och Peru, undertecknades av representanter för Chile, Jovino Novoa Vidal och Peru, José Antonio de Lavalle, den 20 oktober 1883 i den peruanska huvudstaden Lima även om den gjordes i Ancón. Fördraget innebar slutet av Stillahavskrigen och stabiliserade efterkrigstidens förbindelser mellan dem.
Av de fjorton paragraferna i fördraget återupprättar den första freden, den andra att Peru överlämnar Tarapacádepartementet till Chile för alltid och med ovillkorligt herravälde, i den tredje den chilenska ockupationen under tio år av provinserna Tacna och Arica. Efter att den perioden löpt ut skall en folkomröstning äga rum för att fastställa nationaliteten för dessa och andra koncessioner. Artiklarna fem till tolv bestämmer de ekonomiska och kommersiella skyldigheter som påverkar utnyttjandet av guano och salpeter, peruanska skulder och ersättning till de chilenska medborgare som utvisas från Peru. De två sista artiklarna föreskriver erkännandet av administrativa och rättsliga handlingar under ockupationen och ratificeringen av själva fördraget.
Förhandlingarna ägde rum under Stillahavskrigen, medan Lima ockuperades av den chilenska armén och initierades och genomfördes av den peruanska regeringen Miguel Iglesias mot oppositionen ledd av Lizardo Montero, som representerade en viktig del i den peruanska politiken. Efter slaget vid Huamachuco, i augusti 1883, och flykten från Montero till Bolivia, oppositionens militära ledare, valde Cáceres att erkänna fördraget som ett fullbordat faktum.
De europeiska borgenärerna i Peru motsatte sig emellertid fördraget och uppnådde en gemensam åtgärd mellan regeringarna i sina länder emot det, vilket inte lyckades gentemot Chiles och Perus gemensamma svar.

## Historiskt sammanhang
Efter ockupationen av Lima av den chilenska armén i januari 1881 tog inte Stillahavskrigen slut, utan båda länderna fortsatte att förblöda och störtade Peru in i ett inbördeskrig som ibland tycktes äventyra landets existens som nation. Även om alla ville ha fred kunde de krigförande, särskilt Peru och Chile, inte komma överens om ett fredsfördrag. Bolivia hade en förväntansfull inställning i hopp om att återställa de territorier som ockuperades av Chile 1879.
I takt med att blod utgöts och resurser förbrukades under kriget, hårdnade fredsvillkoren. Om konflikten före kriget gällde skatter gick Chile inte, efter ockupationen av Antofagasta, med på att återlämna den utan garantier såsom begärdes av den peruanska medlaren José Antonio de Lavalle. Och efter tillfångatagandet av Monitor Huáscar, i ett erbjudande om medling från USA:s fullmäktigeminister i Bolivia, Solomon Newton Pettis, krävde Chile att Antofagasta skulle överlämnas. Under fredskonferensen i Arica, på USS Lackwanna, krävde Chile att Antofagasta och Tarapacá skulle överlämnas, plus garantier för att det inte skulle hotas av ett Peru-Bolivia-fördrag.

## Fördragets undertecknande
I december 1882 valdes Miguel Iglesias till president i Peru av en församling i norr, den 18 oktober 1883 erkände Chile Iglesias regering och två dagar senare undertecknades fördraget i Lima.
Fördraget mellan Chile och Peru undertecknades den 20 oktober 1883 för Perus regering av Mariano Castro Zaldivar och José Antonio de Lavalle och för Chile av Jovino Novoa.
Peru ratificerade fördraget den 10 mars 1884 och ratificeringarna utbyttes den 28 mars 1884.  :124  :págs. 606-07
Tillsammans med fördraget undertecknades ett kompletterande protokoll som bestämde under vilka förutsättningar den militära ockupationen skulle förbli under fördragstiden: betalning av Peru till Chile 300 000 dollar per månad, import från Chile utan tullkostnad, två exklusiva sjukhus för chilenska soldater och användning av telegrafer och järnvägar under förhållanden som är analoga med Perus styre.

## Tvisten om Tacna och Arica
Folkomröstningen i Tacna och Arica, som skulle hållas senast 1894, hölls aldrig och de " Captive Provinces ", som de kallades i Peru, förblev ockuperade till 1929. Någon överenskommelse om vilka väljarna var nåddes aldrig (endast de som är födda i området eller invandrare och efter hur många år). Det chilenska intresset för att bevara regionen för att ge Bolivia tillgång till havet var också en viktig faktor.
År 1888 erbjöd Chile 10 000 000 dollar för köp av den omtvistade regionen, 1890, efter en fransk protest till Peru för att skulden inte skulle betalas, upprepade Chile erbjudandet. Peru erbjöd Chile kommersiella privilegier i utbyte mot återlämnande av de två provinserna plus tullanläggningar för Bolivia.  :134
År 1904 undertecknade Chile och Bolivia ett fredsfördrag som bland annat gav Bolivia garantier för användning av hamnen i Arica och byggandet av en järnvägslinje mellan hamnen och La Paz, vilket gjorde förde in tvisten om Tacna och Arica till en tredje land. Vidare, i ett ytterligare hemligt fördrag, åtog sig Chile att överlämna de två peruanska provinserna till Bolivia om det fick dem från Peru eller en remsa i södra Arica (Vitor a Camarones), ett territorium som inte tillhörde de Chile.  :135
År 1910 föreslog Bolivia att Peru skulle överlämna Tacna och Arica för att få utlopp till havet. Peru avvisade förslaget. 
Från och med 1910 meddelade Chile att man betraktade 10-årsperioden som en minimitid för ockupationen av den omtvistade regionen och utvisade peruanska arbetare och präster i den omtvistade regionen. Det året bröt Chile och Peru sina diplomatiska förbindelser.  :154
Den 1 november 1920 begärde den peruanska delegationen till Nationernas förbund, ett överstatligt organ som skapats för att främja fred, det internationella organet att se över Ancónfördraget, i synnerhet begära att Tacna, Arica och Tarapacá skulle återlämnas eftersom enligt de nya föreskrifterna av internationell rätt inte tillät annektering av territorier och också för att Chile skulle ha upphävt fördraget och systematiskt brutit mot alla klausuler som gynnade Peru. Samma dag presenterade Bolivia ett liknande krav som krävde att Antofagasta skulle återlämnas. Förslagen godtogs inte av församlingen.  :160
Genom Ancónfördraget förlorade Peru Tarapacá till Chile. Provinserna Tacna och Arica överlämnades till Chile för en tid av tio år, varefter en folkomröstning om nationstillhörighet skulle äga rum, vilket aldrig infriades. Provinserna ockuperades orättmätigt av Chile under nästan ett halvt sekel.
Ancónfördraget innebar således inte någon lösning på konflikten, utan striden om Tacna och Arica fanns kvar som ett öppet sår. Spänningen mellan länderna ledde under en tid till att de diplomatiska relationerna bröts. Först efter Första världskrigets slut löste Peru och Chile efter långdragna förhandlingar sina meningsskiljaktigheter. Efter medling av USA kunde man enas genom Limafördraget 1929. Limafördraget innebar att Tacna återbördades till Peru och Arica blev kvar i Chile. Vidare gjordes en samling åtgärder för att underlätta förbindelserna mellan Tacna och Arica.
År 1975 undertecknade Chile och Bolivia Charañaavtalet och bad Peru att överlämna en remsa av provinsen Arica till Bolivia. Peru avvisade förslaget.
Den här artikeln är helt eller delvis baserad på material från spanska Wikipedia.